# 5722 Johnscherrer
5722 Johnscherrer (1986 JS) là một tiểu hành tinh vành đai chính được phát hiện ngày 2 tháng 5 năm 1986 bởi INAS ở Palomar.